# کیون اتت
کیون اتت (انگلیسی: Kion Etete؛ زادهٔ ۲۸ نوامبر ۲۰۰۱) بازیکن فوتبال اهل بریتانیا است.
از باشگاه‌هایی که در آن بازی کرده‌است می‌توان به باشگاه فوتبال نوتس کانتی اشاره کرد.